# Кондорсе, Мари Жан Антуан Никола

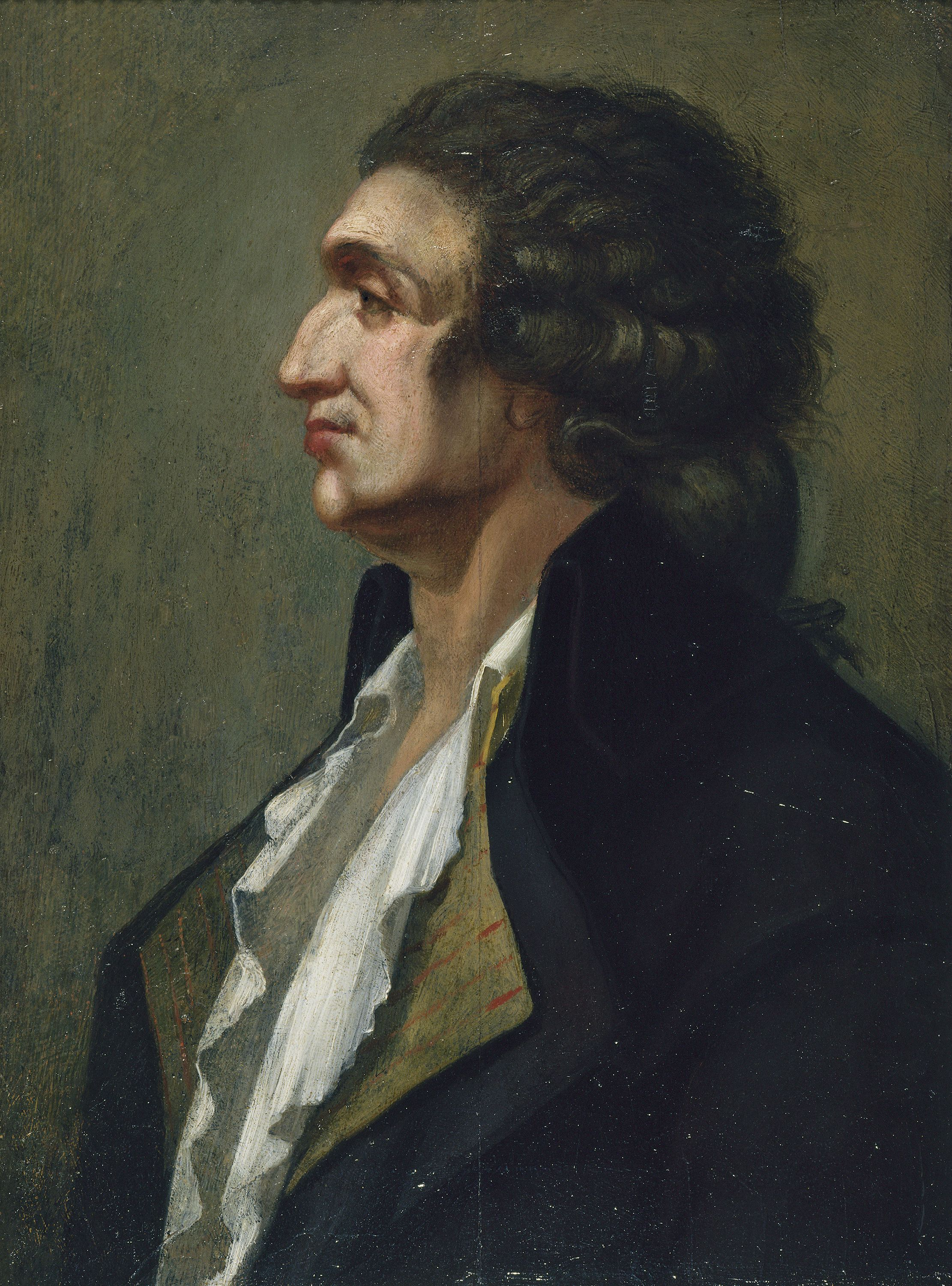
Маркиз де Кондорсе

Николя́ де Кондорсе́, полное имя Мари́-Жан-Антуа́н-Николя́ де Карита́, марки́з де Кондорсе́ (фр. Marie Jean Antoine Nicolas de Caritat, marquis de Condorcet; 17 сентября 1743, Рибмон, Эна, Франция — 28 марта 1794, Бург-ла-Рен, Иль-де-Франс, Франция) — французский философ, математик, академик и политический деятель. Автор принципа и парадокса Кондорсе. Его супругой была София де Кондорсе.
Воззрения Кондорсе, включая идею прогресса, конституционного правительства, демократических прав и свобод, равенства всех людей (невзирая на их пол и расу) перед законом, гуманного уголовного законодательства, всеобщего бесплатного образования, осуждения колониального разбоя, считались воплощением рационализма Просвещения. На 200-летие Французской революции в 1989 году французы почтили его память, отведя ему место в парижском Пантеоне, где был устроен кенотаф с его именем, так как его останки были утеряны.

## Биография
По настояниям дяди-прелата, на девятом году поступил в иезуитскую школу в Реймсе. Заметив в нём наклонность к духовному поприщу, родные поспешили отдать его в Наваррский коллеж, с тем, чтобы в дальнейшем тот мог посвятить себя военной карьере.

### Научная деятельность
Но Кондорсе предпочёл занятия наукой. Мемуар «Essai sur le calcul intégral» доставил ему в 1769 году кресло в Академии. В 1777 году он получил премию Берлинской академии за свою «Théorie des comètes». В том же году Кондорсе избран секретарём Академии за свой ряд биографий: Гюйгенса, Роберваля, Пикара, Мариотта, Рёмера и др. Тогда же он пишет похвальное слово незадолго перед тем умершим Фонтенелю и Бюффону. Беспристрастие, мастерская обрисовка главных черт характера, рассмотрение деятельности замечательных людей в связи с историей человечества - вот главные достоинства этих биографий. В начале своей деятельности Кондорсе занимался преимущественно математическими науками, но уделял внимание также вопросам справедливости и нравственности, занимавшим его ум ещё в детстве. Кондорсе отличался добротой и сдержанностью в выражении своих чувств, что дало повод Д'Аламберу сказать о нём: «это — вулкан, покрытый снегом». Другой отличительной чертой его характера было полное отсутствие тщеславия и честолюбия. Всегда снисходительный к другим, мягкий, деликатный, он, однако, умел говорить правду, был беспристрастен в своих приговорах даже по отношению к друзьям. Таким был он, например, в своих сношениях с Вольтером, знакомство с которым у него началось с 1770 года и перешло затем в дружбу, продолжавшуюся до самой смерти Вольтера. Эта дружба отвлекла Кондорсе от его прежних работ и возбудила в нём желание заниматься литературой. В 1774 году он написал и издал анонимно «Письмо теолога» к автору «Словаря трёх веков», которое современниками было приписано Вольтеру — доказательство достоинств этого произведения.
Из всех привязанностей Кондорсе самой сильной была привязанность к Тюрго. Под его влиянием Кондорсе занялся политико-экономическими науками. Когда Тюрго был назначен министром финансов (1774), Кондорсе занял место председателя комитета по уравнению мер и весов, где он оставался и по отставке Тюрго, до 1791 года. Работая вместе с Тюрго над разрешением некоторых политико-экономических вопросов, он принимал деятельное участие и в его борьбе с современниками, стараясь путём печати выяснить свои и его взгляды на важнейшие вопросы. В сочинениях этого периода («Письмо земледельца из Пикардии к протекционисту», «Рассуждение о хлебной торговле», «Биография Тюрго», «Рассуждения о барщине» и др.) он развивал мысли о праве каждого человека свободно располагать своим умственным и физическим трудом, о свободе торговли хлебом, о правильном вознаграждении рабочих, о реформе уголовного суда, свободе печати, об уничтожении крепостного права и пр., и везде являлся сторонником взглядов школы физиократов. Занимая пост председателя комитета по уравнению мер и весов, Кондорсе хорошо познакомился с внутренним политическим механизмом Франции, видел много несовершенств в этом механизме, убедился в косности парижского парламента и горячо восстал против него (в «Письмах американского гражданина»), так как последний систематически препятствовал проведению тех реформ, которые предлагали Тюрго и сам Кондорсе.
Несмотря на эту продолжавшуюся и после отставки Тюрго борьбу с противниками, Кондорсе снова вернулся к научным занятиям и в 1780 году издал свои знаменитые примечания к 29-й книге «Духа законов» Монтескьё, где говорит о свойствах ума, необходимого законодателю, даёт критерий для сравнения законов, высказывает соображения, которые должно иметь в виду при составлении законов, и т. д. В 1787 году Кондорсе женился на Софии де Груши, общественной деятельнице, более известной как София де Кондорсе.
Около этого же времени Кондорсе, убедившись, что монархия не может и не хочет помочь народу в его бедствиях, перешёл на сторону Республики.

### Принцип Кондорсе
Кондорсе впервые применил математические методы к общественным наукам. В 1785 году он опубликовал одну из наиболее известных своих работ «Рассуждения о применении анализа к оценке выборов большинством голосов» (фр. Essai sur l’application de l’analyse à la probabilité des décisions rendues à la pluralité des voix). В работе были впервые изложен принцип Кондорсе — алгоритм голосования с учётом всех предпочтений, устраняющий ошибки коллективного выбора в том случае, если коллективный выбор в принципе возможен. Там же был описан «парадокс Кондорсе» — возможная нетранзитивность (по сути, противоречивость) коллективного выбора избирателей при транзитивности выбора каждого избирателя. Парадокс возможен в случае трёх и более вариантов выбора.
Работа Кондорсе положила начало целому направлению математических исследований в области социологии, психологии, политики и экономики.

### Политическая деятельность
После бегства Людовика XVI в Варен Кондорсе основал первую республиканскую газету во Франции «Республиканец или защитник представительного правительства». В 1790 году Кондорсе заседал в муниципалитете, а в 1791 году его выбрали комиссаром национального казначейства. В конце того же года он отказался от этой должности и, избранный в Национальный конвент, стал его секретарём, а вскоре и президентом. Здесь он очень много занимался организацией общественного образования.
В сочинении «Sur l’instruction publique» и других трактатах Кондорсе делит общественное образование на 5 ступеней, причём низшая ступень — первоначальная школа, дающая минимум образования, необходимого человеку для того, чтобы не находиться во власти другого. Но в то время как средства к образованию должно дать государство и оно же должно его регулировать, воспитание, по мнению Кондорсе, должно быть всецело предоставлено семье. В этих же трактатах Кондорсе, говоря об образовании женщин, проводит идею энциклопедистов о полной равноправности их с мужчинами и настаивает на совместном обучении обоих полов. Целью образования и воспитания, по словам Кондорсе, является, с одной стороны, полное равенство и равноправность как мужчин, так и женщин, а с другой — развитие в нас естественного интереса к общественному благу.
Наиболее горячая политическая деятельность Кондорсе, как сторонника республиканских идей, относится к тому времени, когда он состоял членом конвента. Здесь он не принадлежал ни к какой отдельной партии, занимая совершенно самостоятельное место. При обсуждении внешних дел Кондорсе всегда подавал голос за войну, надеясь этим путём водворить в Европе господство республиканских идей. Во время суда над Людовиком XVI он горячо защищал неприкосновенность короля, да и вообще высказывался против смертной казни, допуская наказание только с исправительной целью. При составлении проекта новой конституции, выработка программы которой была поручена комиссии из 9 членов, в том числе Кондорсе, последний играл очень значительную роль. Его перу принадлежит обширное введение в конституцию, объяснявшее основания проекта.
Конвент отверг этот план конституции, дав народу другую, наскоро составленную Эро де Сешелем. Тогда Кондорсе напечатал послание к народу, где выставил многочисленные недостатки обнародованной конституции и указывал на их вредные последствия, советуя не принимать её. За обнародование этого послания Кондорсе, обвинённый в заговоре «против единства и нераздельности» французской республики, был объявлен конвентом вне закона. Друзья скрыли его у вдовы скульптора Вернэ. Когда жирондисты были осуждены конвентом, Кондорсе хотел покинуть дом Вернэ, не желая подвергать её опасности, но последняя на этот раз удержала его, и только 26 марта 1794 года, по окончании последней своей научной работы, Кондорсе ушёл от неё, отправился в окрестности Парижа, был схвачен и посажен в тюрьму Бур-ла-Рена. Там 29 марта его нашли мёртвым — он отравился, как предполагают, ядом, который всегда носил в перстне (по другой версии — умер, вероятно, от инсульта, только потому и избежал гильотины).

## О масонстве Кондорсе
Существует также версия, что Кондорсе был масоном, и входил в состав масонской ложи Les Neuf Sœurs.

## Родоначальник теории прогресса

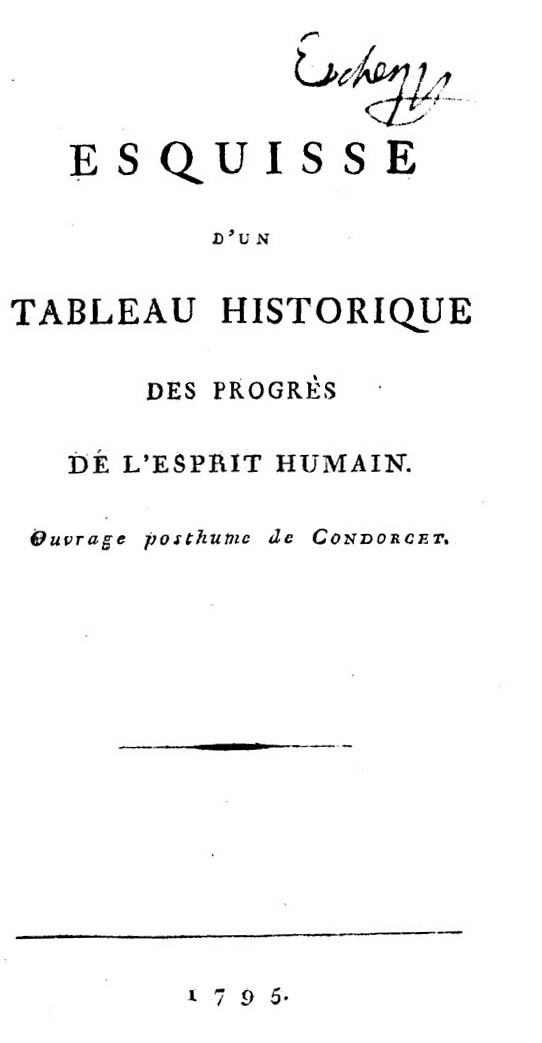
Esquisse d'un tableau historique des progres de l'esprit humain, 1795

Во время своего пребывания в доме Вернэ Кондорсе написал свою политическую исповедь «Советы осуждённого дочери», где высказал все свои мысли о главных вопросах жизни. В это же время написал он и своё знаменитое сочинение: «Esquisse d’un tableau historique des progrès de l’esprit humain» («Эскиз исторической картины прогресса человеческого разума»), за которое он признаётся родоначальником теории «прогресса», одним из творцов философии истории. Многие мысли, проводимые здесь, Кондорсе высказывал и раньше, но тут он привёл их в систему. Две идеи проходят красной нитью через всё сочинение: о необходимости уравнения гражданских и политических прав всех людей и о бесконечном совершенствовании рода человеческого. «Картина успехов человеческого ума» состоит из двух частей: первая заключает в себе всю картину прогресса, в самых общих чертах; во второй части и следующих за ней Кондорсе предполагал изложить факты, которые могли бы служить для развития и подтверждения мыслей, высказанных во введении. В первой книге Кондорсе делит всю историю человечества на десять эпох, причём к последней относит время с основания французской республики. Вторая часть была написана Кондорсе по памяти, но дальнейшее продолжение труда было невозможно за отсутствием книг. Собрание его сочинений было издано в 1804 и 1847 годах.

## Память
В 1935 году Международный астрономический союз присвоил имя Мари Кондорсе кратеру на видимой стороне Луны.